# Lamecíon
Lamecíon (en llatí Lametium, en grec antic Λαμητῖον) era possiblement una colònia de Crotona que només menciona Esteve de Bizanci sota l'autoritat d'Hecateu, i diu que era a uns 5 km de la desembocadura del riu Lamet (Λάμητος) (modern Lamato) que li donava nom.
El riu desaiguava al (ὁ Λαμητῖνος κόλπος) Lameticus Sinus (modern golf de Sant'Eufemia) al sud de Tespa, dins del golf d'Hipponium. També el cap que formava el costat nord del golf era conegut per Promontori Lametinum. Cap més autor en parla, i és possible que la ciutat desaparegués en un període molt primitiu destruïda de forma desconeguda.